# Ines Corda
Ines Corda (ur. 9 grudnia 1995 we Vršacu) – serbska koszykarka występująca na pozycji rozgrywającej, obecnie zawodniczka SBS Ostrava.

## Osiągnięcia
Stan na 31 stycznia 2018, na podstawie, o ile nie zaznaczono inaczej.
Drużynowe
- Mistrzyni Bośni i Hercegowiny (2017)
- Zdobywczyni Pucharu Bośni i Hercegowiny (2017)

Indywidualne
(* – nagrody przyznane przez portal eurobasket.com)
- Zaliczona do składu honorable mention ligi serbskiej (2016)*[3]

Reprezentacja
- Brązowa medalistka mistrzostw Europy U–18 (2013)
- Uczestniczka mistrzostw Europy U–20 (2014 – 4. miejsce, 2015 – 10. miejsce)